# Duomo di Cologna Veneta
Il Duomo di Santa Maria Nascente è la chiesa parrocchiale di Cologna Veneta, in provincia di Verona e diocesi di Vicenza; fa parte del Vicariato di Cologna Veneta, più precisamente dell'Unità Pastorale Cologna Veneta.

## Storia

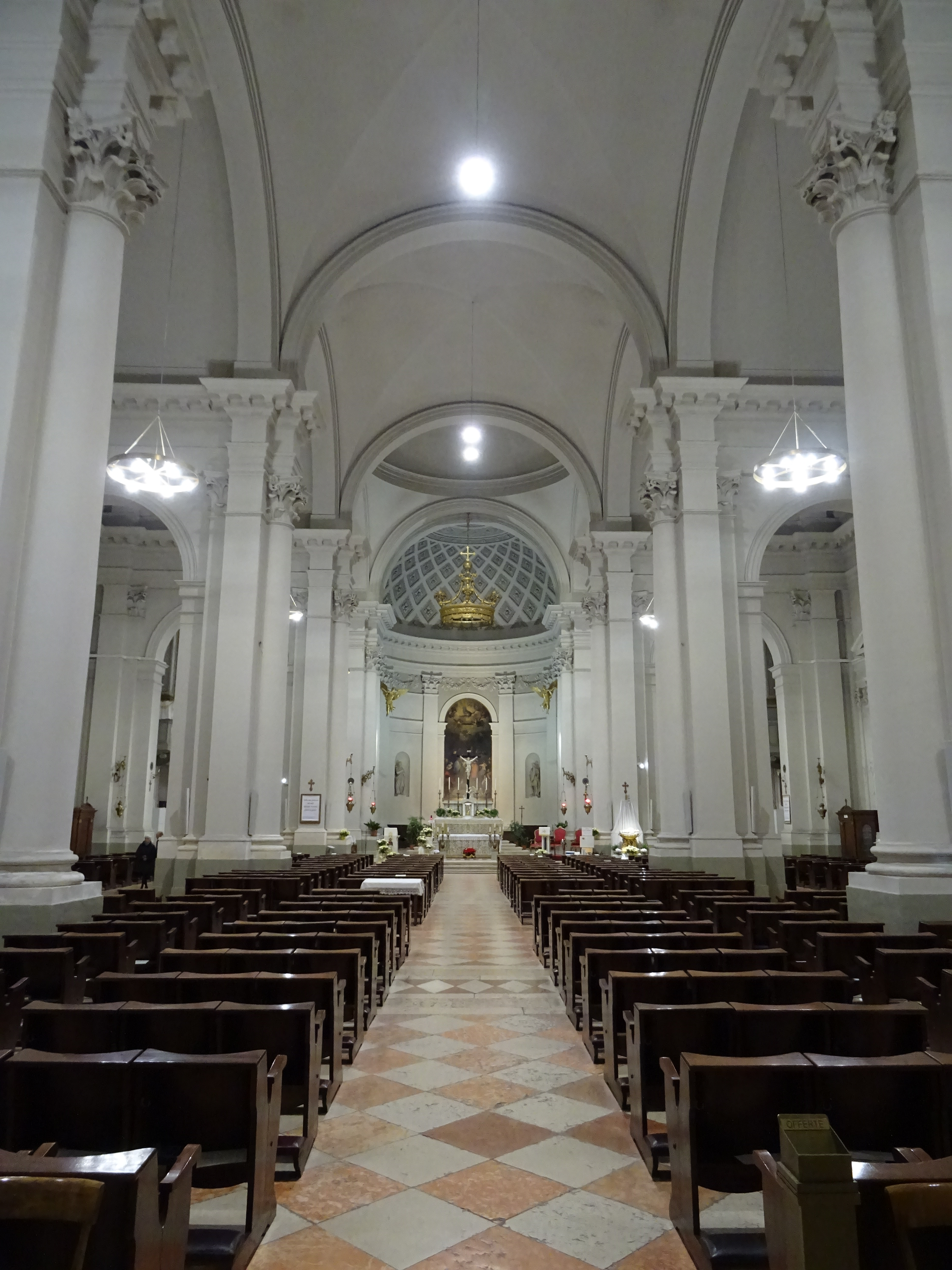
Interno

Una prima chiesa a Cologna Veneta dovrebbe essere stata costruita intorno al X secolo, mentre la presenza di sacerdoti, attestati solamente dal XII secolo, è un indizio che il luogo di culto fosse sottoposto alla pieve di Baldaria.
Questa prima chiesa, in stile romanico fu eretta nel cuore del castello di Cologna, nella piazza oggi antistante il Duomo, dove si trova l’ex Monte di Pietà, e sarebbe andata distrutta nel 1465 a causa di un incendio. 
Sulle rovine fu costruita una nuova chiesa in stile gotico tra il 1503 e il 1507, dove, durante la Guerra della Lega di Cambrai, nel 1513, vi fu un eccidio di colognesi che vi si erano rifugiati per fuggire alle truppe tedesche.
Questa chiesa, seppur nel tempo riparata e ristrutturata, fu utilizzata fino al 1810, quando si iniziò la costruzione dell’attuale Duomo, e demolita tra il 1819 e il 1832. Di quell'edificio furono venduti l'altare maggiore e l'organo di Giuseppe Bonatti alla chiesa di San Gregorio Magno, nell'attuale Comune di Veronella.
In realtà si parlava di innalzare un nuovo edificio già dagli ultimi decenni del Settecento, con don Francesco Antonio Ziggiotti, parroco di Miega e architetto dilettante, che fece un progetto in merito nel 1786.
A supportare la costruzione fu anche il medico e letterato locale Vincenzo Benini, appartenente anche all’Accademia della Crusca, tanto che fu inoltrata la richiesta al Senato Veneto nel 1787 dai Provveditori, Deputati e Consiglieri della Comunità con la motivazione che il tempio gotico rischiava di cadere, era indecente per il culto divino e minacciato dalle inondazioni del vicino fiume Guà.
L’autorizzazione a costruire il nuovo Duomo sopra la Rocca fu rilasciata il 6 ottobre 1792 a patto di trovare una nuova sede per le prigioni sottostanti.
L’arciprete Rocco Benazzoli si affidò all’architetto e sacerdote lendinarese Francesco Antonio Baccari, il quale, a causa delle campagne napoleoniche, iniziò i lavori il 1 giugno 1803. Essi durarono solo tre anni a causa del crollo (forse causato dal cedimento delle fondamenta poggianti sui piani inferiori del castello) di un pilastro che reggeva la cupola e rimasero fermi fino al 1810.
Per comprendere quanto successo furono chiamati due famosi architetti, Gianantonio Selva e Antonio Diedo, rispettivamente docente di architettura ed estetica e segretario dell’Accademia di belle arti di Venezia. Esaminata la situazione nel 1805, stabilendo le cause del crollo in una relazione, ebbero l’incarico di elaborare un progetto. L’idea di un tempio neoclassico è da attribuire al Selva, allievo di Antonio Canova.
I lavori ripresero nel 1811 e continuarono sotto la direzione del Diedo fino al 14 dicembre 1817, quando il Duomo fu aperto al culto seppur non completo.
A causa dei tempi difficili e del grande sforzo economico dei colognesi, i lavori continuarono più lentamente. Poi, nel 1819, morì il Selva, costringendo il Diedo ad andare avanti da solo, progettando il battistero e la sacrestia.
Il Vescovo di Vicenza mons. Giuseppe Maria Peruzzi consacrò il duomo il 30 settembre 1821, ma i lavori terminarono solamente nel 1827.

## Descrizione

### Esterno

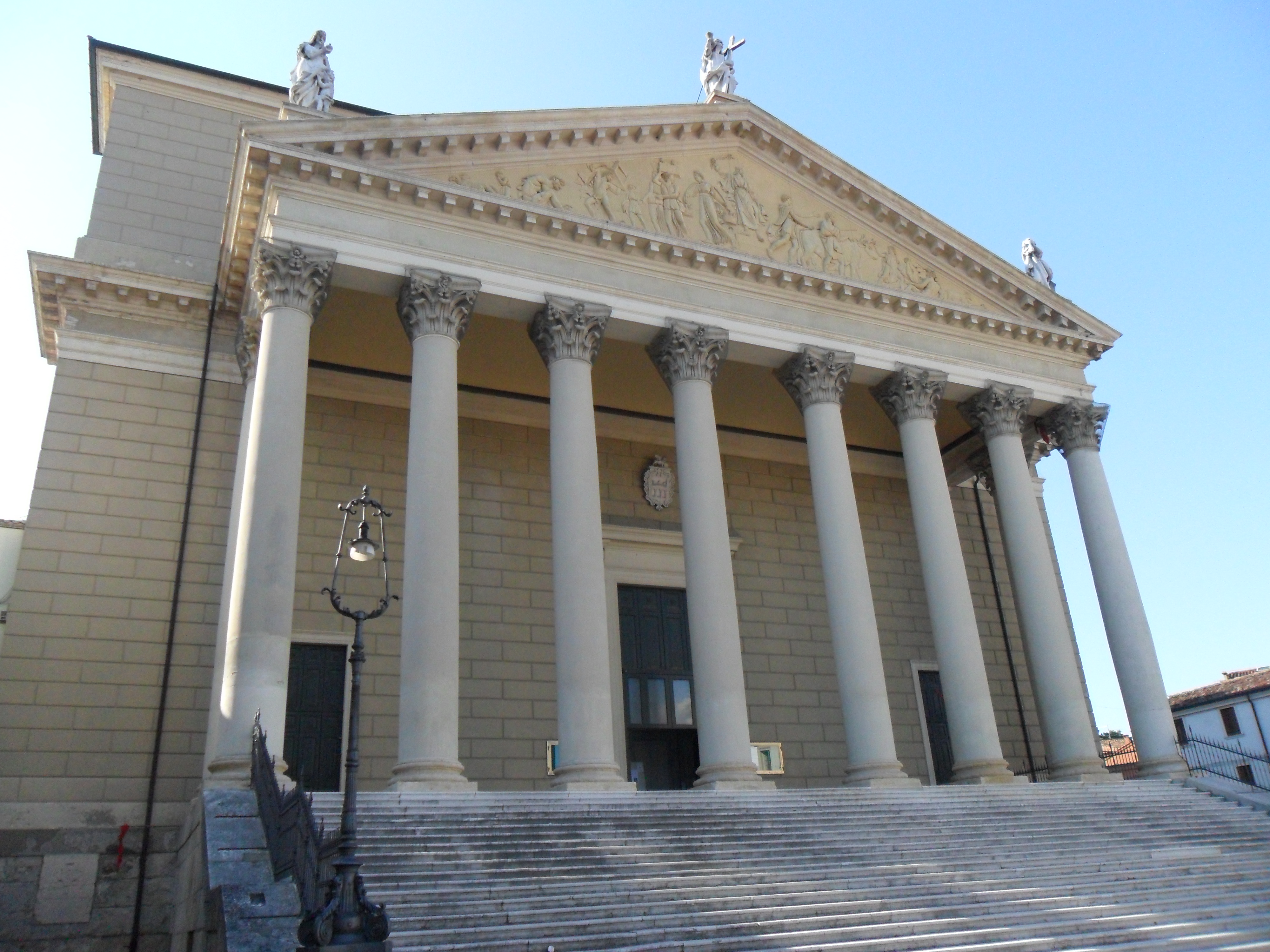
La facciata.

La facciata, neoclassica, presenta un pronao con otto grandi colonne corinzie in facciata più due laterali, si presenta armoniosa ed imponente, con una gradinata di venticinque gradini di pietra viva di Sant'Ambrogio di Valpolicella, alta quattro metri, intercalata da un ripiano risalente al 1920.
La cornice lavorata fa da base al timpano dentellato al cui interno è raffigurata la La cacciata dei profanatori del tempio, opera dello stuccatore Antonio Bagutti.
Sugli acroteri sono collocate le statue della Fede, al centro, della Speranza a destra e della Carità a sinistra, trasportate a Cologna nel 1821 dalla chiesa di S. Francesco di Este.
Il pronao è appoggiato alla parete del Duomo, rivestita di finte pietre rettangolari, su cui sono presenti la porta centrale e le due laterali.
Le pareti laterali e il retro del Duomo sono praticamente incompiute all'esterno, con mattoni grezzi a vista.
Il tetto ha un'unica copertura a due falde, a cui si aggiunge quella centrale che spiove verso il pronao.

### Interno

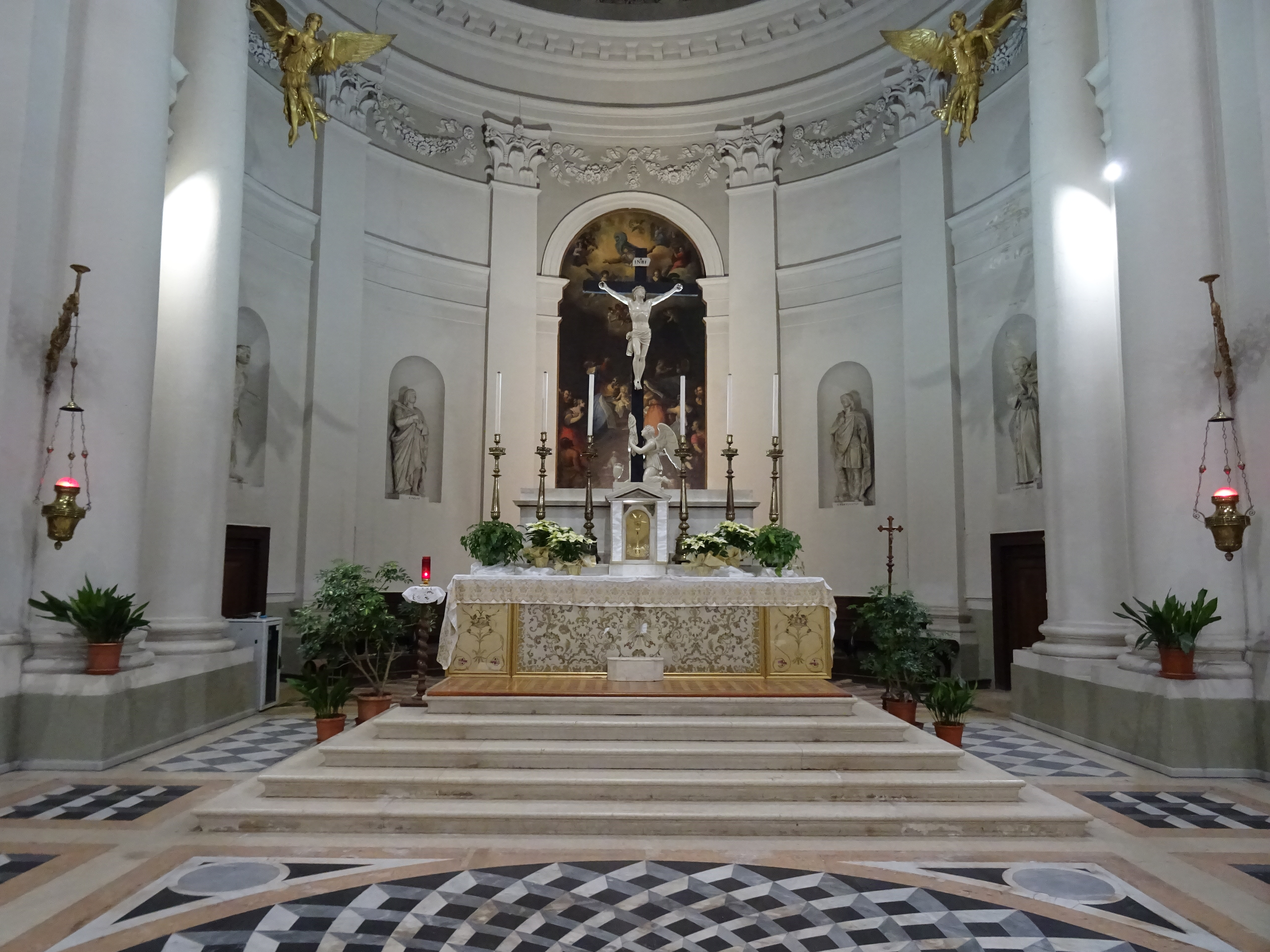
Presbiteri

L’interno della chiesa si presenta con uno stile neoclassico palladiano. La grande aula è divisa in tre navate e risulta lunga 63,65 metri per una larghezza di 30,90 metri, risultando un’area di circa 2000 metri quadri.
Dieci fasci di mezze colonne e lesene sostengono i grandi archi che terminano in otto fasci di lesene appoggiate ai muri, mentre gli stucchi ornamentali sono del già citato Bagutti.
La navata centrale, suddivisa in tre campate con volta a crociera, è affiancata dalle tue navate laterali, più basse, composta da quattro campate con volta a botte, che terminano in piccole absidi semicircolari che affiancano quella maggiore.
Le vetrate collocate nelle finestre termali sono state rinnovate dall’Arte Vetraria Veronese.
Il pulpito in legno, eseguito su disegno del Diedo e di cui si conserva la parte ornamentale, è stato distrutto.
Sopra le porte laterali vi sono due iscrizioni, che ricordano chi contribuì alla costruzione della chiesa, dalla cittadinanza ai sacerdoti.
Interessanti le acquasantiere con piedistalli del XVI secolo che presentano stemmi nobiliari.
Gli altari laterali sono quattro, ai lati delle porte laterali e tutti in marmo Biancone della Valpolicella. Il disegno è lo stesso, con due colonne corinzie che reggono un architrave e un frontone. All’interno è collocata una pala.
Partendo dalla destra per chi entra dalla porta principale, il primo altare è dedicato a Sant'Antonio di Padova, con pala del vicentino Agostino Panozzi raffigurante Il miracolo della mula da Rimini, databile al 1834.
Sullo stesso lato il secondo altare presenta la pala dell'Adorazione di Gesù di Bartolomeo Montagna, dipinto nel 1522 e proveniente dall’altare di San Giuseppe della vecchia chiesa. La singolarità della scena sta nella presenza, tra i pastori, dei Santi Sebastiano e Rocco, mentre sulla predella sono raffigurate alcune scene della vita della Vergine Maria (Sposalizio, Presentazione di Gesù al Tempio e Fuga in Egitto). Nella lunetta sovrastante la pala vi è dipinto un Cristo sofferente con due angeli e i Santi Agostino d'Ippona e Antonio Abate.
L’altare nell’abside in fondo alla navata è dedicato a Santa Maria delle Grazie, con affresco del 1772 che proviene da un Oratorio privato.
Sul primo altare sul lato sinistro vi è la pala raffigurante il Riposo della Sacra Famiglia durante la fuga in Egitto, dipinta nel 1825 da Lattanzio Querena.
Sullo stesso lato, nel secondo altare vi è la pala che era sull’altare maggiore del vecchio Duomo, l'Incoronazione della Vergine e i Santi Girolamo, Giovanni Battista, Felice e Fortunato, opera del 1594 di Carletto Caliari, figlio di Paolo Veronese.
Nell’abside laterale vi è l’altare del Santissimo Sacramento con la pala raffigurante La Risurrezione di Nostro Signore, dipinta dalla veronese Teresa Cappanini nel 1824.
Nelle nicchie a fianco degli altari sono presenti le statue dei dodici Apostoli, databili al 1884, iniziate da Valentino Saitz e terminate, alla sua morte, da Grazioso Spazzi.
Il presbiterio si presenta ricoperto da una volta a cupola ed è elevato di tre gradini rispetto all’aula. 
Il pavimento del presbiterio è un capolavoro del veneziano Vincenzo Fadiga, intarsiato con marmo bianco e bardiglio di Carrara e verde Serpentino, con motivi circolari che richiamano la pigna, simbolo dell’immortalità di Dio.
A delimitare il presbiterio erano presenti le balaustre, ma con l’adeguamento liturgico successivo al Concilio Vaticano II è stata rimossa quella anteriore con il cancelletto in bronzo.
Al centro del presbiterio spicca l’altare maggiore marmoreo, sormontato da un Crocifisso marmoreo con ai piedi un angelo in preghiera, opera di G. Ferrari.
L’ampia abside retrostante l’altare maggiore presenta la pala del titolare della chiesa. Essa risulta composta da tre dipinti di tre autori diversi, di cui spicca Natività della Beata Vergine Maria di Sante Creara. Ai lati, nelle nicchie, le statue dei patroni di Cologna Veneta: i Santi Felice e Fortunato, Sebastiano e Bernardino da Siena.
Sempre sotto la cantoria dell’organo sono state collocate due pale raffiguranti Santa Lucia, opera settecentesca proveniente dall’omonima, oggi scomparsa, chiesa dei Cappuccini di via Chioggiano, e San Carlo Borromeo con San Liberale, del XVII secolo, collocata su un omonimo altare nel vecchio Duomo.
Sotto la cantoria che fa da contr’organo trova posto la Resurrezione di Cristo di Dionisio Brevio, databile al 1559, e due portelle d’organo con L'Annunciazione, forse del XVIII secolo.

#### L’organo
Sulla cantoria a sinistra rispetto al presbiterio è collocato l’organo.
Esso fu costruito da Antonio e Agostino Callido, figli di Gaetano, tra i più famosi organari dell’epoca, tra il 1818 e il 1824.
Successivamente, nel 1896, lo strumento musicale fu ricostruito e ampliato dai fratelli Pugina. 
Risulta che sia stato suonato anche da mons. Lorenzo Perosi.
Nel XX secolo fu rivisto da altri organari, non sempre in maniera ortodossa fino al 1988, quando Barthélemy Formentelli compì un restauro dell’organo non solo dal punto di vista materiale, ma filologico, riportandolo alla primitiva disposizione fonica, con il recupero dei somieri e la ricostruzione della trasmissione meccanica della pedaliera.
Composto da 2013 canne, ha subito un intervento di restauro tra il 2023 e il 2024.

L'inaugurazione dello strumento, con la benedizione del Vescovo di Vicenza mons. Giuliano Brugnotto, avverrà domenica 8 settembre 2024.

#### La sacrestia
Sul lato nord-ovest si trova la sacrestia, a pianta quadrata, a cui si accede dalla porta laterale sotto la cantoria dell’organo. Prima di essa si può ammirare il battistero, con cupola a cassettoni e lucernario.
La sacrestia presenta alcune opere d’arte come il Crocifisso nella teca in vetro, a sostituire quello originario, attribuito ad Andrea Brustolon, oggi conservato tra i tesori del Duomo. La scultura, alta novantotto centimetri, con basamento e croce in ebano e il Cristo in Croce e Maria Maddalena scolpiti in osso di ippopotamo, è da ricondurre alla scuola del maestro del Brustolon, Filippo Parodi. La tradizione riferisce che l’opera apparteneva a Papa Clemente XIII, finì nelle mani di una cappuccina, poi acquistata da un sacerdote che la donò al Duomo.
La teca col Crocifisso è contornata da un trittico con San Giovanni Evangelista, Sant’Antonio, San Francesco d’Assisi e Fra’ Matteo da Bascio, del montagnanese Giuseppe Menegon, anch’essa proveniente dalla scomparsa chiesa di Santa Lucia.
Sulle pareti sono in mostra due paliotti in seta ricamata policroma, della metà del Settecento, ricavati da un abito prezioso per una statua della Vergine Maria.
Sono poi presenti altri dipinti: il Crocifisso tra la Vergine e San Giovanni Battista, di fine Cinquecento; l'Adorazione dei pastori (di scuola fiamminga, risalente al Seicento); Adorazione di Gesù Bambino, databile al 1601 e opera di Felice Brusasorzi.
Altri quadri sono quelli di San Bernardino da Siena e Sant’Antonio Abate del veronese Marco Marcola, del 1780, e dei Santi Felice e Fortunato, due portelle d’organo di Giovanni Antonio Fasolo, allievo di Paolo Veronese.
Sulle pareti vi sono poi i ritratti dei più illustri arcipreti del Duomo, tra cui quelli diventati vescovi, come mons. Andrea Caron e mons. Luciano Mercante.
Nel corridoio che dalla sacrestia porta all’abside centrale vi è un piccolo tabernacolo quattrocentesco per gli oli santi.
In altri locali, dotati di sistemi di sicurezza, vi sono altre opere d’arte definite come "Tesori del Duomo". Vi sono dipinti, paramenti sacri e oggetti liturgici.

## Campanile e campane

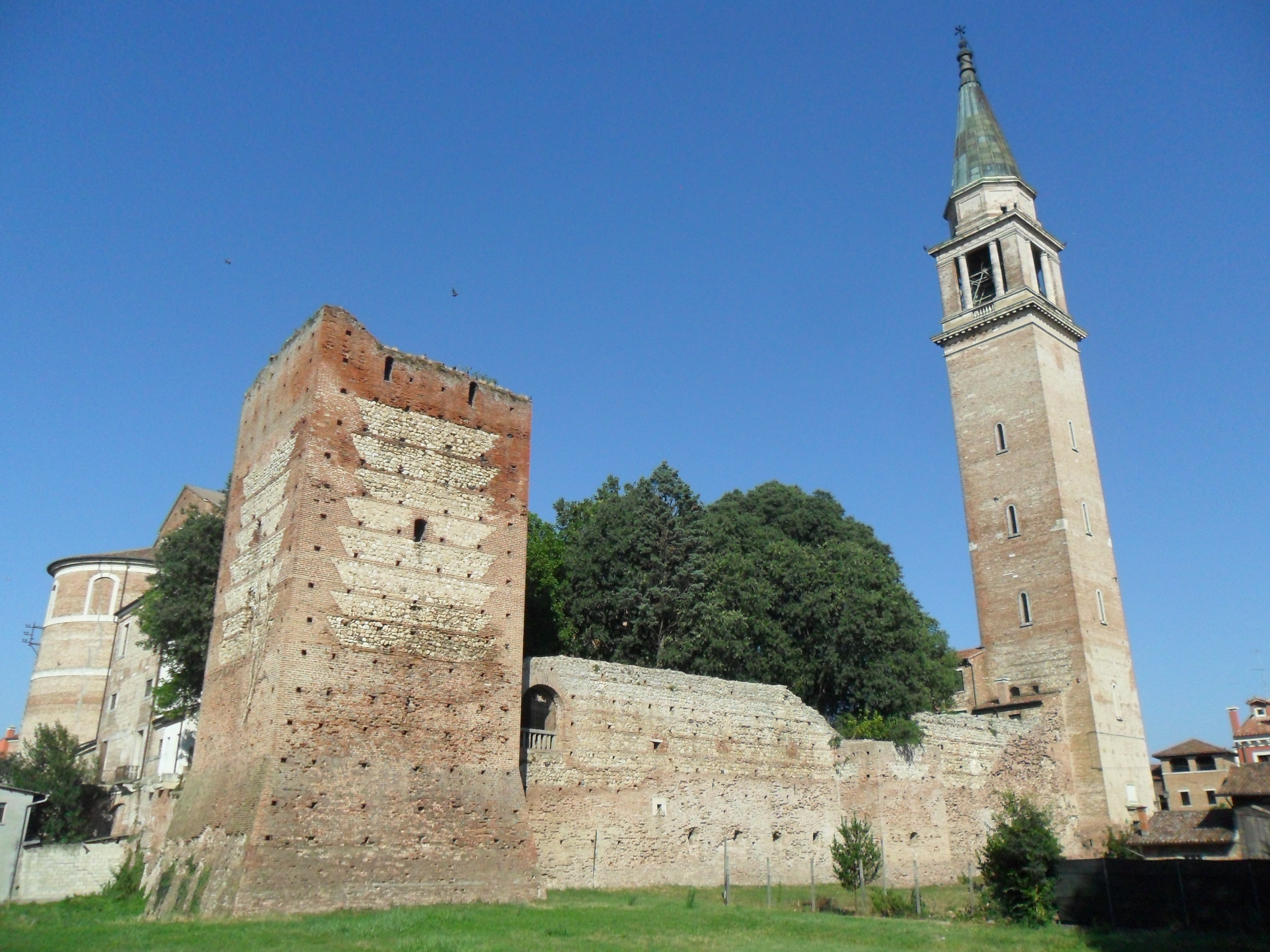
Resti della Rocca scaligera e campanile del Duomo, sorto sulla Mainarda.

Il campanile fu inizialmente ricavato nel 1830 adattando la torre della Rocca detta la Mainarda, ma, su progetto del Diedo, fu innalzato tra il 1841 e il 1853, anno presente nell’iscrizione sulla porta d’ingresso.
A pianta quadrata, su ogni facciata, a mattoni a vista, presenta quattro finestrelle contornate da marmi bianchi, mentre la cella campanaria presenta due colonne per lato, vicine ai pilastri d’angolo, che reggono un fregio di gusto classicheggiante.
La torre termina con un basamento ottagonale su cui si erge la cuspide in legno ricoperta di lamiere di rame, su cui svetta, raggiungendo l’altezza di 82,70 metri, la Croce metallica, risultando tra i campanili più alti d'Italia.
Il concerto campanario presente oggi sulla torre è composto da 5 campane in RE3, montate a slancio, situazione curiosa rispetto al circondario, dove i concerti sono alla veronese, ed elettrificate. 
Questi i dati del concerto:
1 – RE3 – diametro 1352 mm - peso 1483 kg - Fusa nel 1885 da De Poli di Treviso.
2 – MI3 – diametro 1187 mm - peso 995 kg - Fusa nel 1876 da De Poli di Treviso.
3 – FA#3 – diametro 1078 mm – peso 726 kg - Fusa nel 1876 da De Poli di Treviso.
4 – SOL3 – diametro 988 mm - peso 571 kg - Fusa nel 1876 da De Poli di Treviso.
5 – LA3 – diametro 880 mm - peso 418 kg - Fusa nel 1920 da Cavadini di Verona.